# واودرکورت
واودرکورت (به فرانسوی: Vaudrecourt) یک کامین در فرانسه است که در Canton of Bourmont واقع شده‌است.

## خصوصیات
واودرکورت ۲٫۶ کیلومترمربع مساحت و ۴۴ نفر جمعیت دارد و ۳۵۰ متر بالاتر از سطح دریا واقع شده‌است.